# Are We There Yet? (álbum)
Are We There Yet? é o álbum de estreia do cantor cristão John Reuben, lançado em 9 de maio de 2000.
| Críticas profissionais                                                      | Críticas profissionais |
| Avaliações da crítica                                                       | Avaliações da crítica  |
| Fonte                                                                       | Avaliação              |
| --------------------------------------------------------------------------- | ---------------------- |
| Jesus Freak Hideout                                                         | [ 1 ]                  |
| allmusic                                                                    | [ 2 ]                  |
| Esta tabela precisa de ser acompanhada por texto em prosa. Consulte o guia. |                        |

## Faixas
1. "Divine Inspiration" - 4:32
2. "Do Not" - 4:05
3. "No Regrets" - 4:44
4. "Him Her He She" - 3:33
5. "X-Ray" - 5:12
6. "Gather In" - 3:35
7. "Rest Easy" - 3:57
8. "Hello Ego" - 4:26
9. "Jezebel" - 3:41
10. "Draw Near" - 3:36
11. "Identify" - 4:14
12. "Place to Be" - 3:33
13. "God Is Love" - 4:09 (com TobyMac)